# WRS (chanteur)
Pour les articles homonymes, voir WRS.
Andrei-Ionuț Ursu plus connu sous le nom de WRS est  un chanteur, danseur et auteur-compositeur roumain né le 16 janvier 1993 à Buzău (Roumanie) .

## Biographie
Débuts et carrière
Andrei-Ionuț Ursu commence à apprendre la danse à l'âge de 12 ans, entouré par ses parents qui sont tous deux danseurs de danse folk. Cela lui permet plus tard de se produire sur scène avec des icônes de la pop roumaine telle qu’Inna, et d’être embauché comme danseur pour Romania’s Got Talent et The Voice of Romania.
En 2015, il rejoint le boys band SHOT avec lequel il connaîtra le succès, avec des titres comme Buza de jos ou Inevitabil avant de se lancer dans une carrière solo en 2017.
Il signe avec Global Records en janvier 2021 et sort son premier single Why (Pourquoi).

Eurovision 2022
Le 12 février 2022, il remporte la Selecţia Naţională 2022 (la sélection nationale roumaine) avec 59,3 points et est sélectionné pour représenter la Roumanie au Concours Eurovision de la chanson 2022 à Turin avec son titre Llámame.
En demi-finale, le chanteur se qualifie pour la finale en obtenant la 9ème place, avec un total de 118 points. Au terme de cette finale, wrs décroche la 18ème place du classement avec 65 points, dont 12 du jury professionnel et 53 de la part du télévote,,.

Vie privée
Dans un entretien accordé au journal espagnol El País, il affirme ne pas vouloir se mettre d’étiquettes quant à son orientation sexuelle : 
« En ce moment, je suis en couple avec un garçon, mais qui peut dire que je ne vais pas vouloir faire un plan à trois avec une fille. […] Quand quelqu'un se dit gay, hétérosexuel, bisexuel... Il rejette les belles opportunités du destin ».